# Reakcija kondenzacije
Reakcija kondenzacije je hemijska reakcija u kojoj se dva molekula ili grupe, obično funkcionalne grupe, kombinuju da formiraju veći molekul, pri čemu se izdvaja mali molekul. Mogući mali molekuli koji se izdvajaju su voda, hlorovodonik, metanol, ili sirćetna kiselina, mada se u biološkim reakcijama najčešće izdvaja voda.
Kad dva zasebna molekula reaguju, kondenzacija se naziva intermolekularnom. Jednostavan primer kondenzacije dve aminokiseline i formiranja peptidne veze je karakterističan za proteine. Ovaj tip reakcije je suprotan hidrolizi, kojom se razdvaja molekul u dva dela putem dejstva polarnih molekula vode, koji se sami razlažu u jone hidroksida i vodonika. Stoga je neophodna energija za formiranje hemijskih veza putem kondenuacije.
Ako se formira unija između atoma ili grupa istog molekula, reakcija se naziva intramolekularnom kondenzacijom, i u mnogim slučajevima dolazi do formiranja prstena. Primer takve reakcije je Dikmanova kondenzacija, u kojoj dve estarske grupe jednog molekula diestra reaguju jedna sa drugom uz izdvajanje malog molekula, alkohola, i formiranje β-ketoestarskog produkta.

## Mehanizam
Mnoge reakcije kondenzacije slede reakcioni mehanizam nukleofilne acilne supstitucije ili aldolne kondenzacija. Druge kondenzacije, kao što je aciloinska kondenzacija, odvijaju se u prisustvu radikala ili putem tranfera pojedinačnih elektrona.